# Покровский храм (Красный Сулин)
Свято-Покровский храм — православный храм в городе Красный Сулин Ростовской области. Единственный из 3-х храмов (существовали также Андреевский храм в пос. Сулин и Александро-Невский недалеко от завода Пастухова) сохранившийся на территории города. Является пятиглавым храмом с центральным большим куполом, имеющий в плане конфигурацию вытянутого креста. Над западным притвором расположена трёхъярусная колокольня.

## История
Свято-Покровский храм был заложен в хуторе Сулиновско-Кундрюченском (ныне пос. Казачий) в 1911-м году. Архитектор доподлинно не установлен, но выяснено, что множество подобных храмов на донской земле возводились по проектам известного архитектора Петра Семёновича Студеникина. Строительство началось в 1912-м году и велось под руководством хуторского атамана, почётного гражданина Полякова Александра Ивановича, 7 лет управляющего своим хутором (с 1910 до начала февральской революции 1917 года). Сначала здание храма возводилось на средства хуторского сообщества, а в 1913-м году хуторским правлением была выделена сумма денежных средств в размере 29000 рублей, на достройку церкви и покупку всех необходимых принадлежностей для священнослужителей. В 1914 году строительство было закончено.
10 декабря 1914 года храм был освящён высокопреосвящённейшим архиепископом Донским и Новочеркасским Владимиром (Путята).
Свято-Покровский храм пережил Октябрьскую революцию. Службы в храме проводились вплоть до его закрытия в 1935-м году, и был открыт только во время немецкой оккупации во время Великой Отечественной войны. Был прислан священник — грек по национальности, принадлежащий к Константинопольскому Патриархату. Оккупационные власти старались внести раздробленность в единство Русской Православной Церкви, в связи с этим и священнослужителей старались подбирать не имеющих никаких связей с Москвой. После освобождения города, служб в храме некоторое время не проводилось, а возобновились только в 1946-м, после назначения в храм священника и не прекращаются до настоящего времени.
В 1980-м году была произведена реставрация храма. 15 января 1981-го, храм был признан историческим памятником истории и культуры СССР. А уже после распада СССР, решением Малого Совета облсовета № 325 от 17 декабря 1992 года храм был признан историческим памятником истории и культуры Российской Федерации.
5 октября 2002 года прошёл марафон в поддержку Свято-Покровского храма, который прошёл в городском дворце культуры. В 2003 году, на территории храма начато строительство воскресной школы. В 2010 году начаты самые крупные реставрационные работы по восстановлению и росписи храма. В настоящее время ведутся работы в помещениях воскресной школы, достраиваются каменный забор вокруг территории храма, строятся ворота, ведутся реставрационные работы внутри храма.

### Настоятели
- священник Пётр (1914—1935) — Пётр Попов
- священник Лука (начало 1946) — Лука Куц
- священник Владимир (1955—1967) — Владимир Полянский
- священник Симеон (1968—1996) — Симеон Есин
- священник Александр (1996—1999) — Александр Почтовый
- протоиерей Александр Минин (1999 — наст. вр.)